# ゼネラル・エレクトリック LM6000
ゼネラル・エレクトリック LM6000（General Electric LM6000）は、ターボシャフト・ガスタービンエンジンである。
元々は航空機用ターボファンエンジンであるゼネラル・エレクトリック社製CF6-80C2から作られた本エンジンは、船舶の推進用や工業発電用、洋上での発電用に追加部分や改良が施された派生型である。
追加部分には、排気エネルギーが回転軸からの軸出力として取り出すための低圧タービン部の拡張や、鋼鉄製、又はコンクリート製の台座に固定する為の支持構造や支柱、また、発電用に制御装置の一新が含まれる。最需要期発電用や高速フェリー、そして高速貨物船などを含む、多様な用途を見込んでいる。

## 出力と用途
LM6000は、低圧タービンローターが3,600rpmで回転する時に、その軸端から54,610軸馬力（40,700kW）を出力する。この2軸式の設計は、従来の出力タービンを排して、低圧タービンにより通常の商用電力周波数である60Hzで運転するためである。本機は理想的なまでの高い効率性と柔軟な設置性を備え、特に最需要期発電とコ・ジェネレーションといった、発電施設と工業用途での広い適用範囲を持つ。LM6000発電機を50Hzでの発電に用いる場合には、変速ギアをタービンと発電機の間に必要とする。
"GE LM6000 PC"は出力43MW以上で熱効率は ISOのLHV基準で42%である。  この数値は、オプションによって50MW程度まで向上する。"GE LM6000 PD"は、単純サイクル・プラントでは出力42.3MWで熱効率は41.3%となる。

## 付帯装置
GE社は産業用 LM6000シリーズでいくつかの選択肢を用意している。
SPRINT（SPRay INTercooling）水噴射中間冷却（一般には "NOx water" として知られる）や、SMECという水の噴霧による蒸発冷却がある。
SPRINTとSMECはタービンの効率化と出力向上のために、水噴射は有害排出物を低減するために設計された。SPRINTシステムでは、エンジン内の高圧と低圧の圧縮機の間にミネラル成分を除いた水が注入される。水注入システムでは、普通は天然ガス燃焼エンジンの第1や第2の燃料ノズルの中に注入される。
SMECシステムは水霧発生システムであり、エアフィルター前方の吸気部で流入する空気中に水を微細な霧状にして噴霧する。このシステムは保守に手間がかかり、新しいユニットでは冷却機で置き換えられる傾向がある。